# Philip Rieff
Philip Rieff (15 de diciembre de 1922 - 1 de julio de 2006) fue un sociólogo y crítico cultural americano, que enseñó sociología en la Universidad de Pensilvania desde 1961 hasta 1992. Fue autor de varios libros sobre Sigmund Freud y su legado, incluyendo Freud: The Mind of the Moralist (1959) y The Triumph of the Therapeutic: Uses of Faith After Freud (1966). Estuvo casado durante ocho años en la década de 1950 con Susan Sontag, con la que escribió su primera obra. De este matrimonio nació su hijo, David Rieff, un escritor.

## Obra
- Freud: The Mind of the Moralist. Viking Press, 1959.
- Collected Papers of Sigmund Freud (ed.). Collier Books, 1963.
- The Triumph of the Therapeutic. Harper & Row, 1966.
- Fellow Teachers. Harper & Row, 1973.
- The Feeling Intellect. University of Chicago Press, 1990.
- My Life Among the Deathworks . University of Virginia Press, 2006.
- Charisma. Pantheon, 2007.
- The Crisis of the Officer Class. University of Virginia Press, 2007.
- The Jew of Culture. University of Virginia Press, 2008.